# 废都
《废都》是1993年贾平凹写作的一部长篇小说，共计24章约40万字。小说中描述了1980年代“西京”城，作家庄之蝶及其周围众多知识分子，文化名人，社会上各色人物在这个时代的空虚，沉沦，堕落。小说包含了大量性的描写，在出版后一直有极大的争议，并且在中国大陆一度被列为禁书。2009年《废都》解禁。
本书在法国深受欢迎，1997年获得法国费米娜外国文学奖。

## 故事简介
作家庄之蝶与书法家龚靖元、画家汪希眠、乐团团长阮知非都是西京城有名的几位文化名人。有夫之妇唐宛儿与周敏从潼关私奔到西京，经过人介绍结识了庄之蝶，在庄的推荐下爱好文学的周敏被推荐到《西京杂志》编辑部工作。周敏为了出名写了一篇以庄之蝶为主角的纪实文学发表，其中提到了庄之蝶与景雪荫的情感故事，后来这篇文章引起了高官之女景雪荫的愤怒，并展开了她状告周敏、庄之蝶以及《西京杂志》多位主编的官司，给这多位被告人带来了不小的麻烦。
仰慕庄之蝶的唐宛儿之后与庄之蝶发展成为秘密的恋人关系，两人经常一起幽会做爱，而庄妻牛月清与周敏都被蒙在了鼓裡。庄家的保姆柳月后来发现了庄之蝶与唐宛儿的关系，庄之蝶为了得到市长在官司中的帮忙，就推荐柳月嫁给市长的残疾儿子大正为妻。柳月在出嫁之前，将庄之蝶与唐宛儿私通的关系透露给了牛月清，之后牛月清逼迫唐宛儿不要再踏入她家中，并杀了庄、唐两人经常通信的鸽子吃。柳月出嫁后，牛月清也离开了庄之蝶。
唐宛儿最后被其身在潼关的丈夫找到并抓了回去，受到虐待折磨。遭受官司失败、心爱女人不在、写作力衰减等多重打击的庄之蝶最终决定要离开西京这座伤心的城市。

## 人物
- 庄之蝶：潼关人，作家。
- 牛月清：庄之蝶夫人，雇人开了太白书店。
- 老太太，牛月清之母，通晓鬼事常说鬼语的疯癫老太。
- 唐宛儿：潼关人，有夫之妇，周敏的情人，长期与庄之蝶偷情，并为其堕过胎。
- 柳月：陕北人，庄之蝶家的保姆，与庄之蝶发生过性关系，受到庄之蝶的徒弟赵京五的追求与其谈过一段恋爱，后嫁与市长的残疾儿子大正。
- 阿灿：倾慕庄之蝶的妇女，与庄之蝶发生过性关系。
- 周敏：潼关的一个浪子闲汉，后在清虚庵做小工，兼管出外采买材料，唐宛儿的情夫。后来在《西京杂志》编辑部打杂。
- 孟云房：文史馆研究员。
- 龚靖元：西京城著名书法家，爱好赌博，最后由于赌博被抓，在儿子为了让龚靖元获释而筹6万元钱时便宜变卖了他收藏的许多作品后，最后出来后生气自杀。
- 钟唯贤，《西京杂志》的主编，一直爱恋着一位安徽的女同学，庄之蝶为了给予其精神安慰一直假装对方与钟主编通信，最后死于肝癌晚期，死之前才得到了一直渴望的高级职称头衔。
- 龚小乙，龚靖元儿子，有毒瘾并多次私卖龚靖元的作品。
- 阮知非：西部乐团的团长，原是秦腔演员。
- 汪希眠：四十五岁，被大雁塔聘为专职画家，原是玉器厂的刻工。
- 夏捷：孟云房的第二任太太。
- 慧明：孕璜寺里的尼姑。
- 老头儿，原来是个教师，后多次上访失败最后成为收破烂的，他对西京社会有着很多充满智慧的评价。
- 景雪荫，高官之女，因周敏的文章而打起了官司。
- 赵京五，庄之蝶的徒弟，开办画廊。
- 洪江，庄之蝶的徒弟，开办书店。
- 刘嫂，牵奶牛卖牛奶的妇人。
- 黄厂长，卖农药的老板。